# Клишки
Клишки (укр. Клишки) — село, Шосткинская городская община, Шосткинский район, Сумская область, Украина.
Код КОАТУУ — 5925383001. Население по переписи 2001 года составляло 2243 человека.

## Географическое положение
Село Клишки находится на берегу реки Осота, выше по течению на расстоянии в 1 км расположено село Масиков, ниже по течению на расстоянии в 5 км расположено село Чаплиевка. На реке несколько запруд.

## История
- Село Клишки основано в конце XVI века.
- Неподалёку от села Клишки найдены орудия труда времени бронзы.

## Экономика
- Молочно-товарная ферма.
- ООО «Агрофирма им. Шевченко».
- ООО «Агрофирма Дружба».

## Объекты социальной сферы
- Детский сад.
- Школа.
- Дом культуры.
- Больница.